# Титаренко, Александр Иванович
Алекса́ндр Ива́нович Титаре́нко (12 марта 1932, Москва, СССР — 4 мая 1993, Москва, Российская Федерация) — советский и российский философ, специалист по этике и истории философии и нравственности. Доктор философских наук, профессор (1970).

## Биография
Учился в мужской средней школе, которую окончил в 1950 году, в том же году поступил в МГУ.
Окончил философский факультет МГУ (1955) и аспирантуру там же (1961).
По окончании университета сначала работал в Калужском педагогическом институте, был избран секретарем комсомольской организации института; впоследствии вернулся в Москву и работал редактором Фотохроники ТАСС. В 1959 году поступил в аспирантуру.
В 1960 году, продолжая работу над диссертацией, стал младшим научным сотрудником кафедры истории марксистско-ленинской философии МГУ.
В 1961 году защитил диссертацию на соискание учёной степени кандидата философских наук по теме «Критика современной прагматистской фальсификации философии марксизма (в США)», которая была посвящена проблеме взаимоотношения прагматизма (С. Хук и др.) и марксизма.
С 1961 года работал на кафедре этики философского факультета МГУ, с 1971(70?) — профессор, с 1980 года и до конца жизни — заведующий кафедрой.
В 1969 году защитил диссертацию на соискание учёной степени доктора философских наук по теме «Проблема нравственного прогресса и некоторые англо-американские идеалистические концепции», где рассмотрел основные направления взаимовлияния англо-американской философии и учения К. Маркса.
Состоял членом Президиума Общества «Знание» СССР. Являлся членом Союза журналистов, Президентом Международной Этической Ассоциации (1991—1993), членом Международного Гуманистического и Этического Союза, лауреатом венгерской медали им. Этвеша.
Редактор и основной автор первого учебника по марксистской этике — «Марксистская этика». М., 1974, вышедшего вторым изданием в 1980 и третьим изданием — в 1984 году; переведён на многие языки.

## Научная деятельность
В своих трудах А. И. Титаренко исследовал парадоксы нравственного прогресса, куда он включал эпохи моральных переворотов, их характеристики, возможности обоснования критерия нравственного прогресса, моральные утраты в историческом развитии, качественное различие исторических периодов развития нравов и преемственность. Также им изучены функции вненаучных предвосхищений в морали, обосновано положение о существовании исторически разнокачественных строений морального сознания, разработана историческая аксиология как метод этики. Кроме того делались попытки описать идеи антигуманизма в истории этической мысли. Феномен отчуждения он ставил в один ряд с термоядерной и экологической опасностью для существования человечества.

## Научные труды

### Монографии
- Титаренко А. И. Прагматический лжемарксизм. М., 1961;
- Титаренко А. И. Нравственный прогресс. М., 1967;
- Титаренко А. И. Критерий нравственного прогресса. М., 1969;
- Титаренко А. И. Мораль и политика. М., 1969;
- Титаренко А. И. Структура нравственного сознания. М., 1974;
- Титаренко А. И. Антиидеи. 2-е изд. М., 1984 (1-е изд — 1976);
- Титаренко А. И. (ред.) Марксистская этика. 3-е изд. М., 1986;
- Титаренко А. И. (ред.) Ethics. М, 1989.